# Reinbeck, Iowa
Reinbeck là một thành phố thuộc quận Grundy, tiểu bang Iowa, Hoa Kỳ. Năm 2010, dân số của thành phố này là 1664 người.

## Dân số
Dân số qua các năm:
- Năm 2000: 1751 người.
- Năm 2010: 1664 người.